# The Manager
The Manager (titolo originale Bundesliga Manager Professional) è un videogioco manageriale calcistico pubblicato nel 1991 per Amiga, Atari ST e PC. Prodotto dalla Kron Simulation Software, permette di guidare una squadra del campionato tedesco gestendola come se si fosse contemporaneamente presidente e allenatore. La versione italiana del gioco si è limitata a cambiare i nomi di squadre e giocatori.

## Modalità di gioco
In The manager esistono 3 serie calcistiche, chiamate, nella versione italiana, serie A, serie B e serie C1/C2. All'inizio del gioco, si deve scegliere una delle squadre disponibili, ma qualsiasi squadra si scelga, si è costretti a partire dalla serie inferiore, ovvero la C. L'obiettivo è quello di rendere la squadra sempre più forte, sia attraverso l'acquisto di nuovi calciatori tra quelli che le altre squadre hanno deciso di cedere, sia attraverso la maturazione di quelli già presenti in rosa, fino a portarla nella serie A e partecipare alle coppe europee.
Tra il mese di dicembre e quello di gennaio viene osservata una pausa di campionati e coppe, all'interno della quale i giocatori continuano ad essere pagati, ma non ci sono introiti dovuti ai biglietti venduti. Così in questo periodo è molto facile vedere il proprio bilancio andare in rosso.
Al termine di ciascuna stagione, se la squadra ha vinto il campionato o una coppa, si ricevono dei soldi come premio; allo stesso modo, se un proprio giocatore diventa capocannoniere, si riceve altro denaro. In alcune circostanze, inoltre, è possibile che un giovane calciatore venga promosso dalle giovanili, andando ad aumentare la propria rosa. Se non lo si è già fatto durante la stagione, al termine di questa è necessario riscrivere i contratti di tutti i propri giocatori in scadenza; se non lo si fa, o non si trova un accordo col calciatore, questo decide di abbandonare la squadra, lasciando però un consistente indennizzo. All'epoca la sentenza Bosman, che consentiva ad un giocatore di svincolarsi a parametro zero, non era ancora attiva.
A differenza di quanto avviene al giorno d'oggi nella realtà, il calciomercato è accessibile in qualsiasi momento della stagione: in un'apposita schermata si può consultare la lista di tutti i calciatori in procinto di cambiare squadra, ed è possibile fare un'offerta per ciascuno di essi, sia per una cessione definitiva che per un trasferimento in prestito. Inoltre, è possibile aggiungere alla lista i giocatori della propria squadra che si decide di cedere, con un limite massimo di tre giocatori per squadra. In The Manager esistono anche gli infortuni, che possono avvenire sia durante le partite che durante gli allenamenti ed impediscono di utilizzare il calciatore interessato per un periodo di tempo variabile a seconda dell'intensità dell'incidente.
I giocatori promossi dalle giovanili hanno 18 anni; quando un giocatore raggiunge i 34, decide di ritirarsi, non prima però di aver portato a termine il contratto.